# أزيمينة
أزيْميْنَة 
أو باباو أو أسِيْمِيْنَة (الاسم العلمي: Asimina)، جنس أشجار صغيرة أو شجيرات من فصيلة القشديات. وصفت في عام 1763. مواطنها الأصلية شرق أمريكا الشمالية.